# Даниловское (Старицкий район)
Даниловское — деревня в Старицком районе Тверской области.

## География
Находится в южной части Тверской области на расстоянии приблизительно 24 км на восток от районного центра города Старица.

## История
Деревня была отмечена как Данилова (Михайлова) на карте Менде, которая отражала местность в 1848—1849 годах. В 1859 году здесь (тогда деревня Старицкого уезда) было учтено 14 дворов.

## Население
Численность населения: 114 человек (1859), 16 (русские 100 %) в 2002 году, 19 в 2010.